# Oedemera lurida
Espèce
Oedemera lurida est une espèce d'insectes coléoptères de la famille des Oedemeridae.